# Clytia fascicularis
Clytia fascicularis is een hydroïdpoliep uit de familie Campanulariidae. De poliep komt uit het geslacht Clytia. Clytia fascicularis werd in 1938 voor het eerst wetenschappelijk beschreven door Fraser. 